# اصل هاردی-واینبرگ

اصل هاردی-واینبرگ برای دو الل. محور افقی نشان دهنده فرکانس الل‌ها (p وq)است و محور عمودی نشان دهنده فرکانس ژنوتیپ هاست. هر منحنی یکی از حالت‌های ممکن را نشان می‌دهد.

اصل هاردی-واینبرگ (که به آن HWP، تعادل هاردی-واینبرگ، قضیه هاردی واینبرگ یا قانون هاردی-واینبرگ نیز گفته می‌شود) به این صورت بیان می‌شود که فرکانس الل‌ها و ژنوتیپ در یک جمعیت از نسلی به نسل دیگر ثابت می‌ماند- یا در تعادل است- در صورتی که عوامل مختل‌کننده خاصی رخ ندهد. از جمله این عوامل مختل‌کننده می‌توان به جهش، انتخاب طبیعی، شارش ژن و جفت گیری غیرتصادفی اشاره کرد. نکته مهم این جاست که در یک جمعیت واقعی همواره یکی از این عوامل مختل‌کننده وجود خواهد داشت. در واقع تعادل هاردی-واینبرگ بیان‌کننده شرایط ایدئال است.
فرکانس الل‌هایی که در یک جمعیت ثابت فرض می‌شوند عبارتند از: عدم جهش، عدم مهاجرت، جمعیت نامتناهی و عدم وجود فشار انتخاب طبیعی علیه هر کدام از ژنوتیپ‌ها.
در ساده‌ترین حالت و با وجود ۲ فرض می‌کنیم الل غالب را با A و الل دیگر را با a و فرکانس آن‌ها را به ترتیب با p و q نمایش می‌دهیم. در صورتی که جفت‌گیری به صورت اتفاقی رخ دهد در این صورت حاصل جفت‌گیری دارای فرکانس
{\displaystyle Freq(AA)=p^{2}}
برای AA و دارای {\displaystyle Freq(Aa)=2pq} برای Aa و دارای {\displaystyle Freq(aa)=q^{2}} برای aa در جمعیت خواهد بود.

## اشتقاق
حالت بهتر -اما معادل – توصیف احتمالی برای HWP آن است که برای نسل بعدی و برای هر فردالل‌ها به صورت تصادفی و مستقل از یکدیگر انتخاب خواهند شد. دو الل a و A با فرکانس‌های به ترتیب q و p را در یک جمعیت در نظر بگیرید. راه‌های مختلف برای بدست آوردن ژنوتیپ‌ها با استفاده از شکل زیر بدست می‌آید:
|       |       | مونث    | مونث    |
| (A (p | (a (q |         |         |
| ----- | ----- | ------- | ------- |
| مذکر  | (A (p | AA (p)2 | (Aa (pq |
| مذکر  | (a (q | (Aa (pq | aa (q)2 |

این فرمول گاهی به صورت {\displaystyle 2(pq)+(p)^{2}+(q)^{2}=1} نوشته می‌شود که بیانگر این حقیقت است که مجموع احتمالات باید برابر ۱ شود.
سه ژنوتیپ‌های نهایی در انجام این زاد و ولد عبارتند از:
- {\displaystyle f(\mathbf {AA} )=p^{2}\,}
- {\displaystyle f(\mathbf {Aa} )=2pq\,}
- {\displaystyle f(\mathbf {aa} )=q^{2}\,}

این فرکانس‌ها، فرکانس‌های هاردی-واینبرگ نامیده می‌شوند. این فرکانس‌ها در یک جمعیت و با فرض جفت‌گیری اتفاقی و اندازه جمعیت نامحدود به دست می‌آیند.
گاهی اوقات یک جمعیت از کنار هم قرار دادن جنس مؤنث و جنس مذکر ایجاد می‌شود در این حالت فرض اول برای تعادل هاردی-واینبرگ برقرار نخواهد بود و جمعیت نسل اول در تعادل هاردی-واینبرگ قرار نخواهد داشت ولی نسل‌های بعدی در تعادل هاردی-واینبرگ قرار خواهند داشت.

## انحراف از تعادل هاردی-واینبرگ
برهم خوردن فرضیات تعادل هاردی-واینبرگ می‌تواند سبب انحراف از نتایج مورد انتظار شود. اما چگونگی تأثیر این انحراف بر جمعیت وابسته به این است که کدام فرض تحت تأثیر قرار گرفته‌است.
تعادل هاردی-واینبرگ می‌تواند به دو صورت به کار برده شود
۱. در صورتی که فرض شود جمعیت در شرایط تعادل هاردی-واینبرگ قرار دارد
۲. در حالتی که فرکانس ژنوتیپ‌ها شناخته شده باشند.
شرایط برقراری تعادل هاردی-واینبرگ :
اصل هاردی واینبرگ جمعیتی را توصیف میکند که تکامل نمی یابد.این اتفاق در جمعیتی رخ میدهد که همه ۵ شرط لازم را داشته باشد و اگر حداقل یکی از این ۵ شرط برقراری تعادل هاردی-واینبرگ برقرار نباشد جمعیت در راستای تکامل(فرگشت) حرکت میکند. شرایط عبارتند از:
۱- جهشی رخ ندهد( اگر چنانچه جهشی رخ دهد و یا ژنی حذف یا دوبرابر شود فراوانی الل ها تغییر می یابد.)
۲-ازدواج و رابطه جنسی افراد بصورت شانسی باشد و افراد همسران خود را بر اساس داشتن یا نداشتن یک یا چند ژن انتخاب نکنند و البته افراد عموما نباید با خویشاوندان نزدیک خود ازدواج کنند.
۳-اثرات بقا و تولید متفاوت را در میان حاملان ژنوتیپ های خاص را نادیده بگیریم و اصولا از انتخاب طبیعی تا حدی چشم پوشی کنیم.
۴-از هر گونه رانش ژنی چشم پوشی کنیم و جمعیتی در اندازه بزرگ داشته باشیم.
۵-از هرگونه شارش ژنی چشم پوشی کنیم که ورود الل های متفاوت فراوانی ژن ها را تغییر میدهد.
فراهم نبودن هر کدام از این شرایط منجر به تغییرات تکاملی میشود.البته این امکان نیز وجود دارد که جمعیت ها برای ژن خاصی در تعادی هاردی-واینبرگ باشند.مثلا طبق امار میدانیم که حدودا یک نوزاد از هر ۱۰۰۰۰ نوزاد که در ایالات متحده متولد میشوند،به بیماری فنیل کتونوریا (PKU) مبتلا هستند،حال میتوان گفت که ثبات این حالت و برقراری تعادل هاردی-واینبرگ در این شرایط معقول بنظر میرسد چرا که هم نرخ جهش برای ژن مربوط به این بیماری پایین است. هم درون امیزی در ایلات متحده رایج نیست و هم انتخاب طبیعی تنها بر ضد هوموزیگوت هایی که اتفاقا کمیاب هم هستند عمل میکند و البته جمعیت های خارج از ایالات متحده هم فراوانی های اللی مشابهی با انچه در آمریکا دیده میشود دارند.